# Nestanice
Nestanice jsou vesnice, část obce Libějovice v okrese Strakonice v Jihočeském kraji. Nachází se asi jeden kilometr jižně od Libějovic. Je zde evidováno 63 adres. V roce 2011 zde trvale žilo 134 obyvatel.
Nestanice jsou také název katastrálního území o rozloze 4,33 km², které je v krajinné památkové zóně Libějovicko-Lomecko.

## Historie
První písemná zmínka o Nestanicích pochází z roku 1427 (jiné zdroje uvádí až rok 1443), kdy vesnice patřila vladykovi Janu Malovcovi z Nestanic. Koncem patnáctého století vesnici vlastnili bratři Jaroslav a Oldřich z Nestanic připomínaní roku 1494. Na počátku šestnáctého století na nestanické tvrzi sídlil Zdeněk z Malovic, který s dalšími šlechtici přepadával kupce na cestách, a proto se zástupci měst dohodli v Praze na vojenské výpravě, která měla loupení ukončit. V říjnu roku 1520 byla tvrz dobyta, vypálena a už nebyla obnovena.

## Obyvatelstvo
| Rok            | 1869 | 1880 | 1890 | 1900 | 1910 | 1921 | 1930 | 1950 | 1961 | 1970 | 1980 | 1991 | 2001 | 2011 | 2021 |
| -------------- | ---- | ---- | ---- | ---- | ---- | ---- | ---- | ---- | ---- | ---- | ---- | ---- | ---- | ---- | ---- |
| Počet obyvatel | 336  | 335  | 335  | 321  | 295  | 282  | 273  | 233  | 237  | 196  | 205  | 194  | 156  | 134  | 114  |
| Počet domů     | 49   | 51   | 54   | 56   | 57   | 58   | 63   | 64   | 56   | 54   | 55   | 55   | 61   | 64   | 63   |

## Obecní správa
Při sčítání lidu v letech 1850–1962 Nestanice byly samostatnou obcí, se kterým patřily nejprve do okresu Prachatice, ale v roce 1950 v okrese Vodňany. V letech 1963–1980 byly částí obce Libějovice v okrese Strakonice. Od 1. ledna 1981 do 23. listopadu 1990 byly částí obce Chelčice v okrese Strakonice. Od 24. listopadu 1990 jsou opět částí obce Libějovice v okrese Strakonice.

## Pamětihodnosti
- Zvonička svatého Antonína při čp. 30
- Barokní areál s poutním kostelem Jména Panny Marie, památnou Lipou Naděje a někdejším loveckým zámečkem, na vrchu Lomec jihozápadně od vesnice, roku 2005 doplněný křížovou cestou
- Libějovická alej, čtyřřadé stromořadí, lemující cestu od chelčické kaple svaté Maří Magdalény (Na Lázni) přes Libějovice na Lomec
- Slovanské mohylové pohřebiště z 6. až 9. století v Lomeckém lese

## Galerie

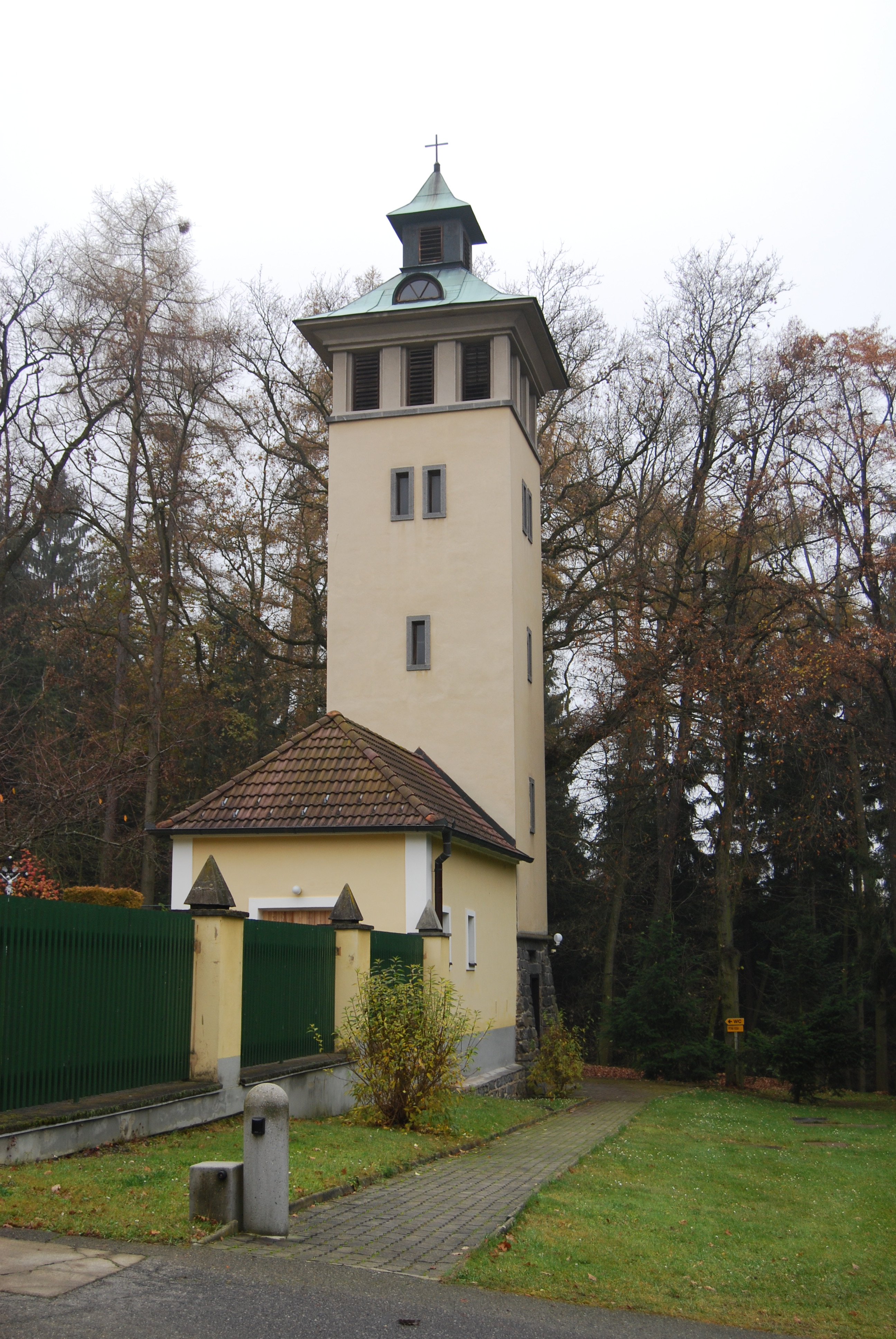
Zvonice v Lomci
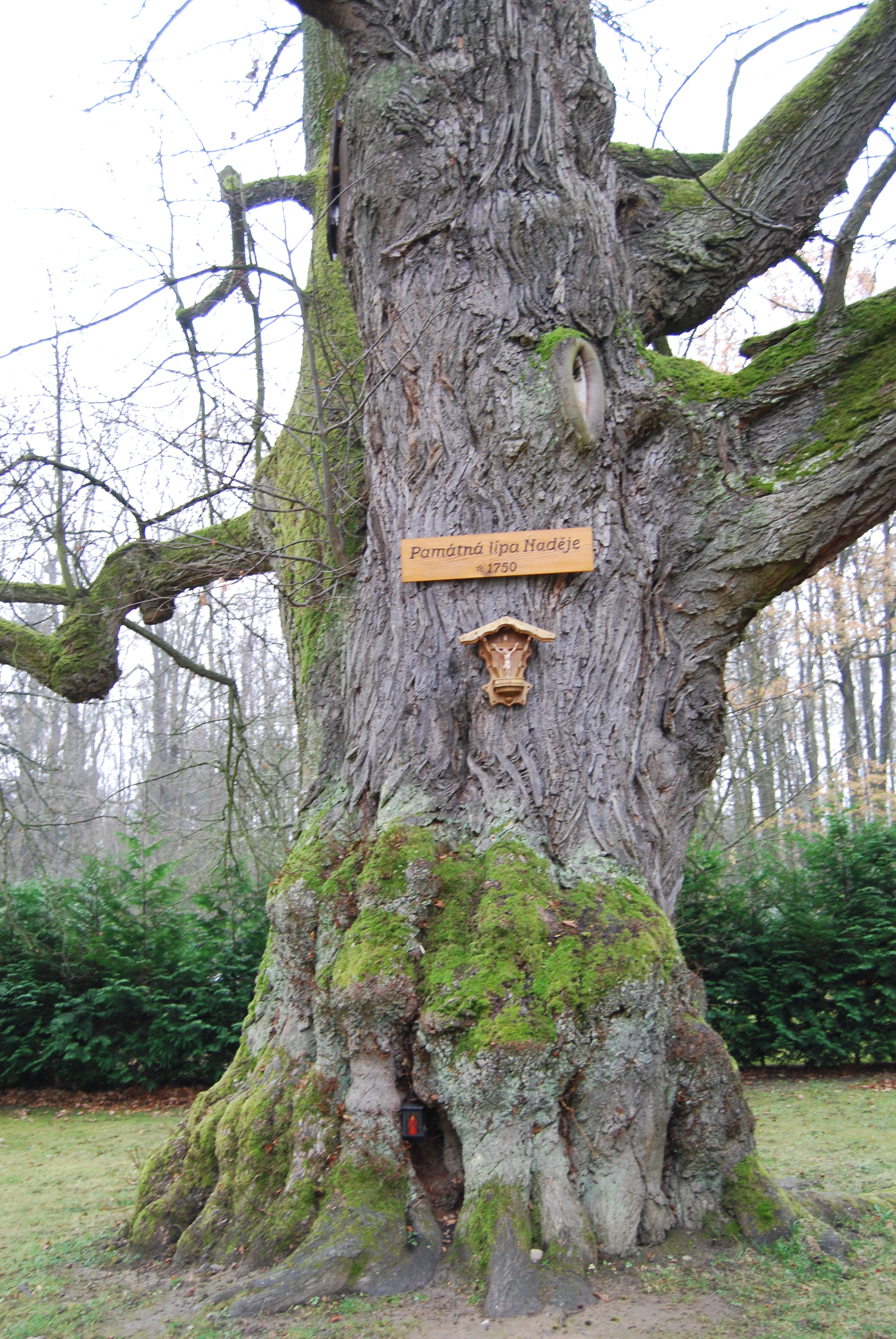
Lípa Naděje
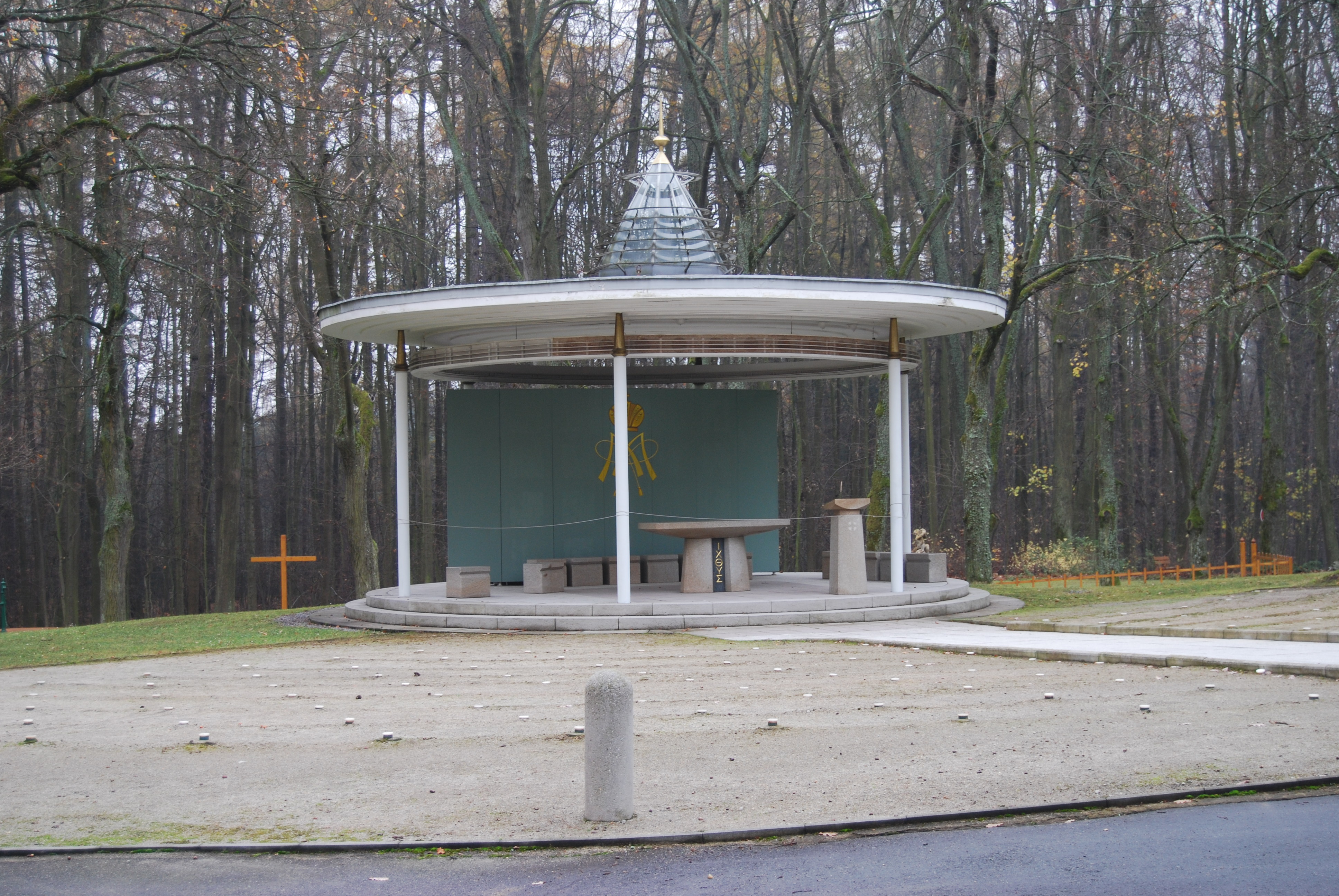
Kaple poblíž kostela v Lomci
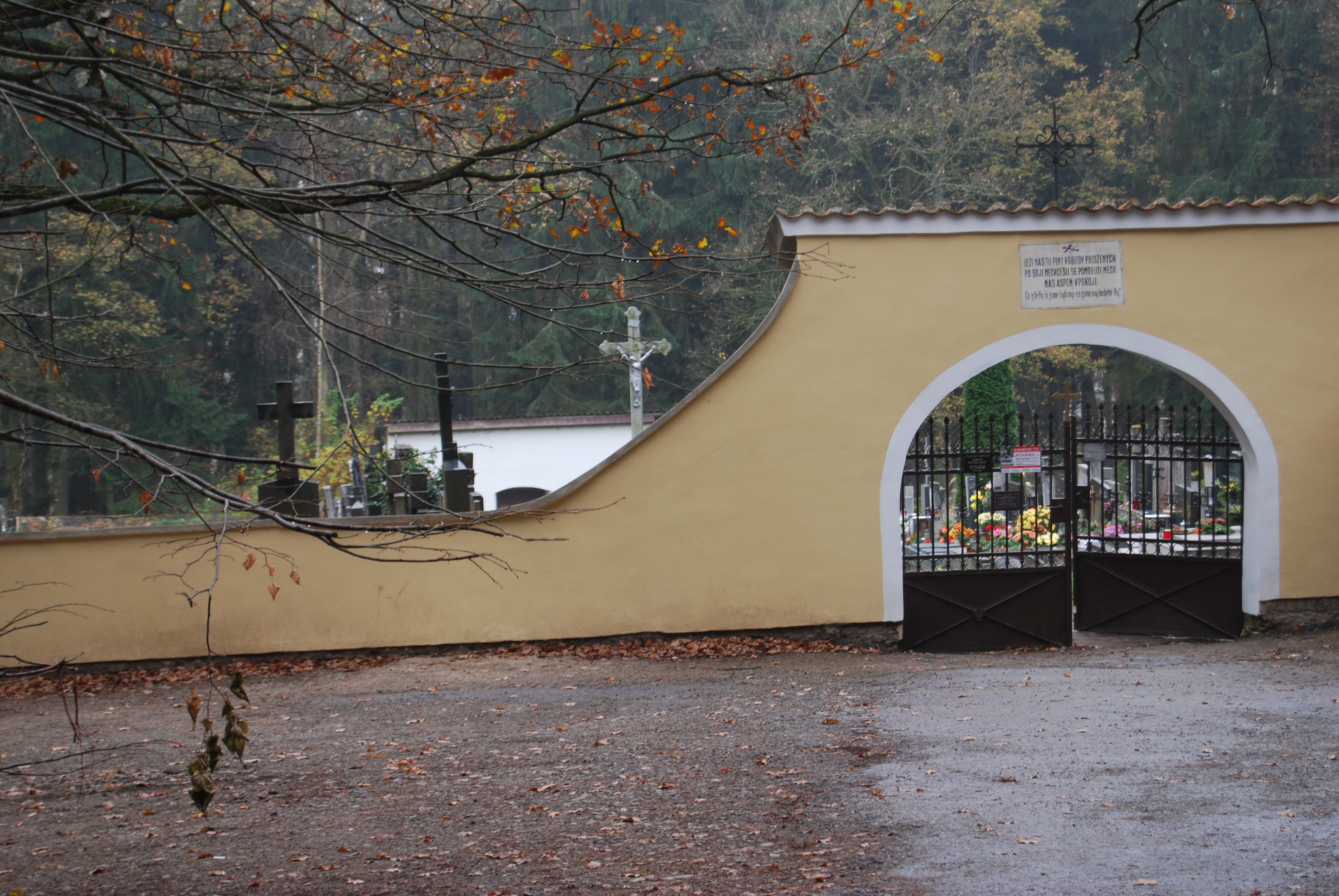
Hřbitov Nestanice - Libějovice
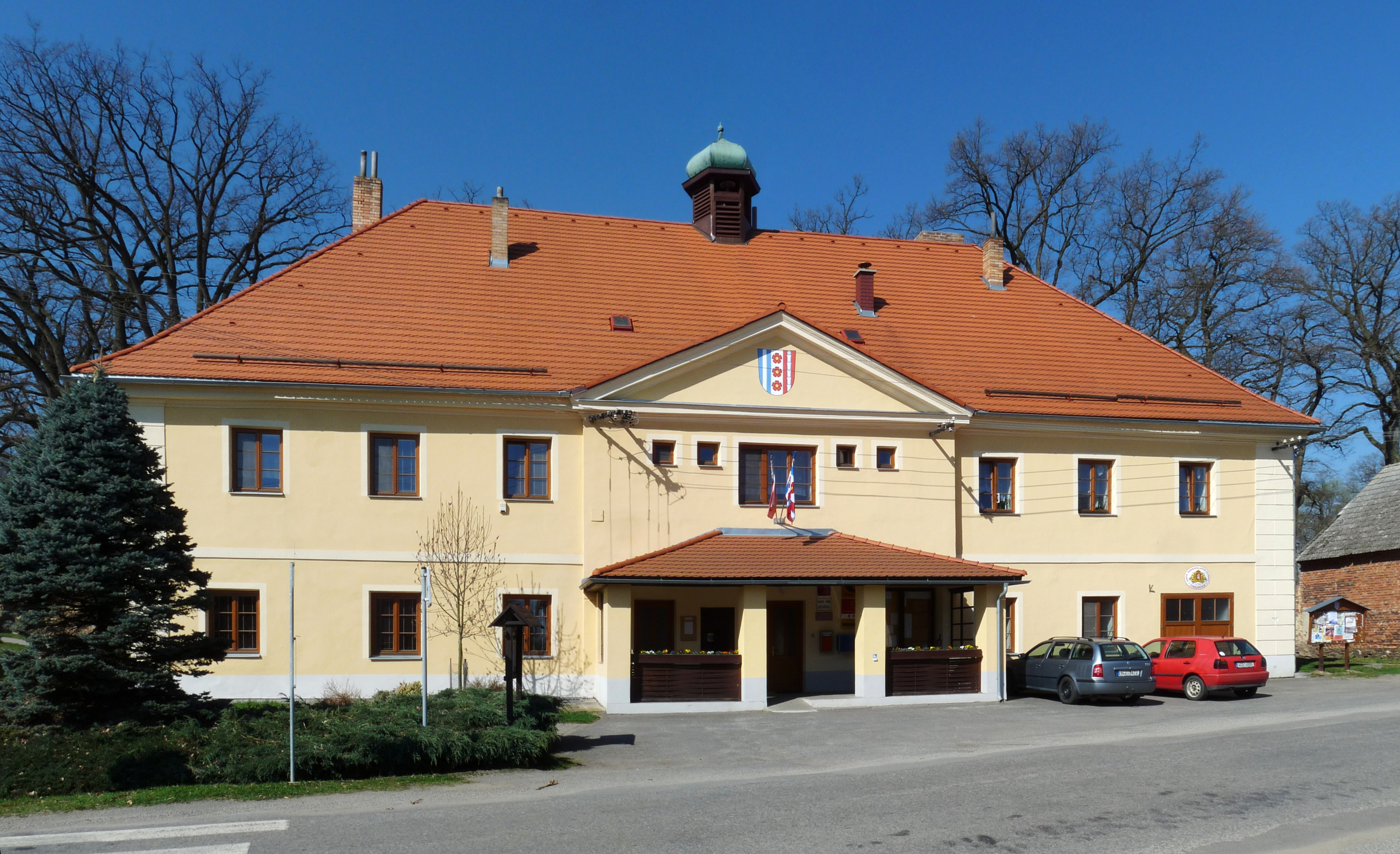
Bývalá Schwarzenberská šrotovna a současný obecní úřad čp. 26
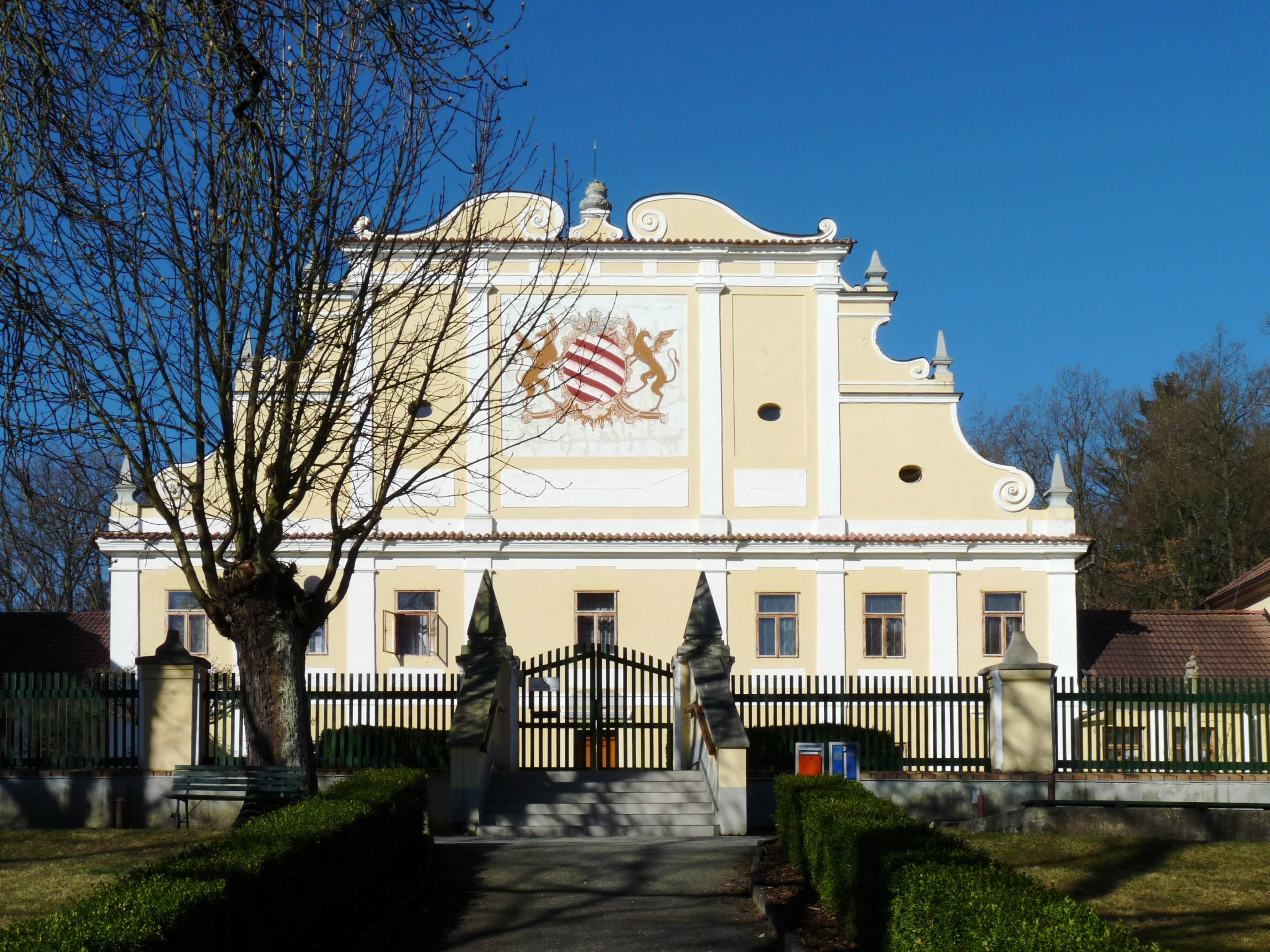
Fara v areálu kláštera Lomec
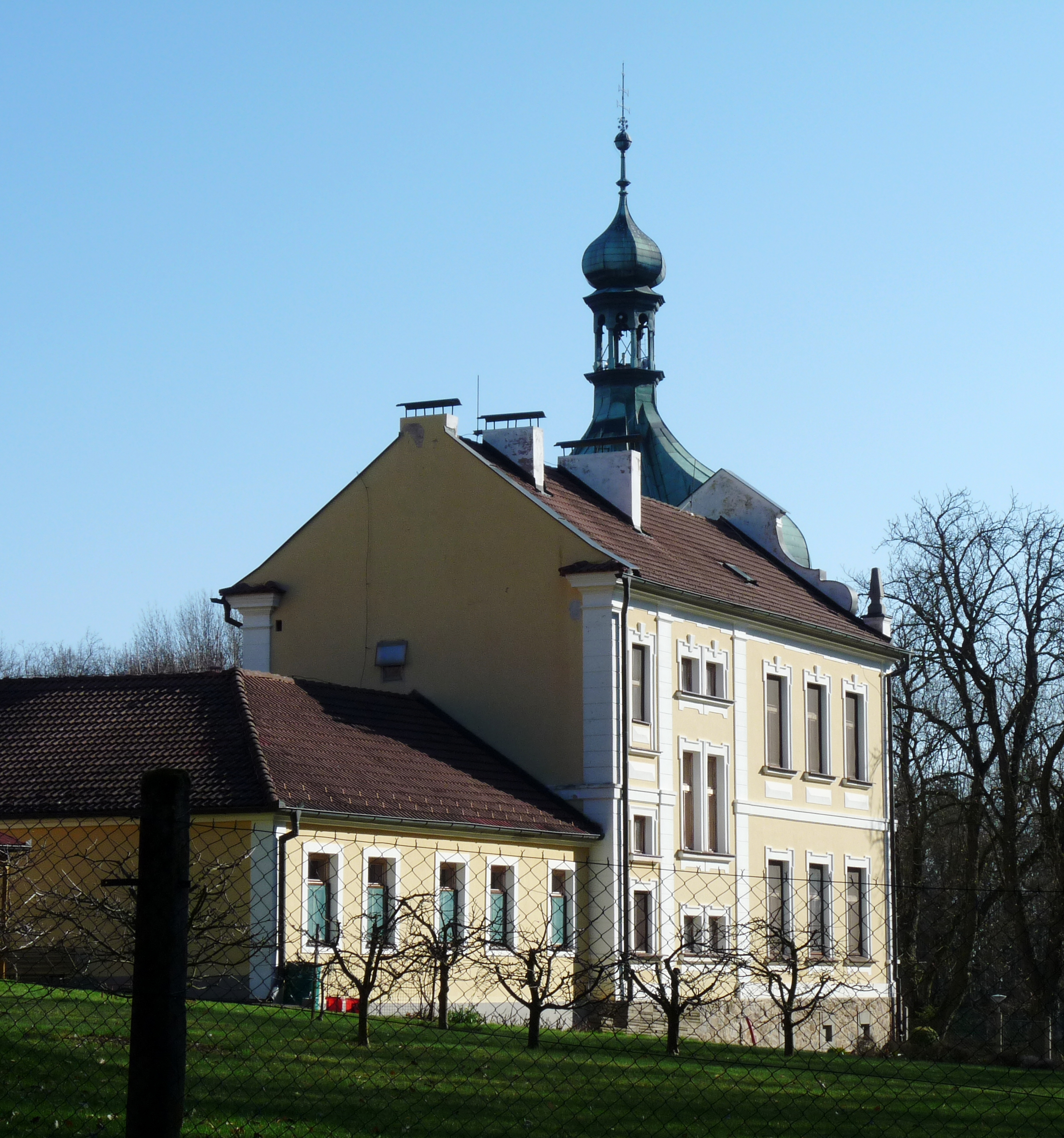
Bývalá škola v areálu kláštera Lomec
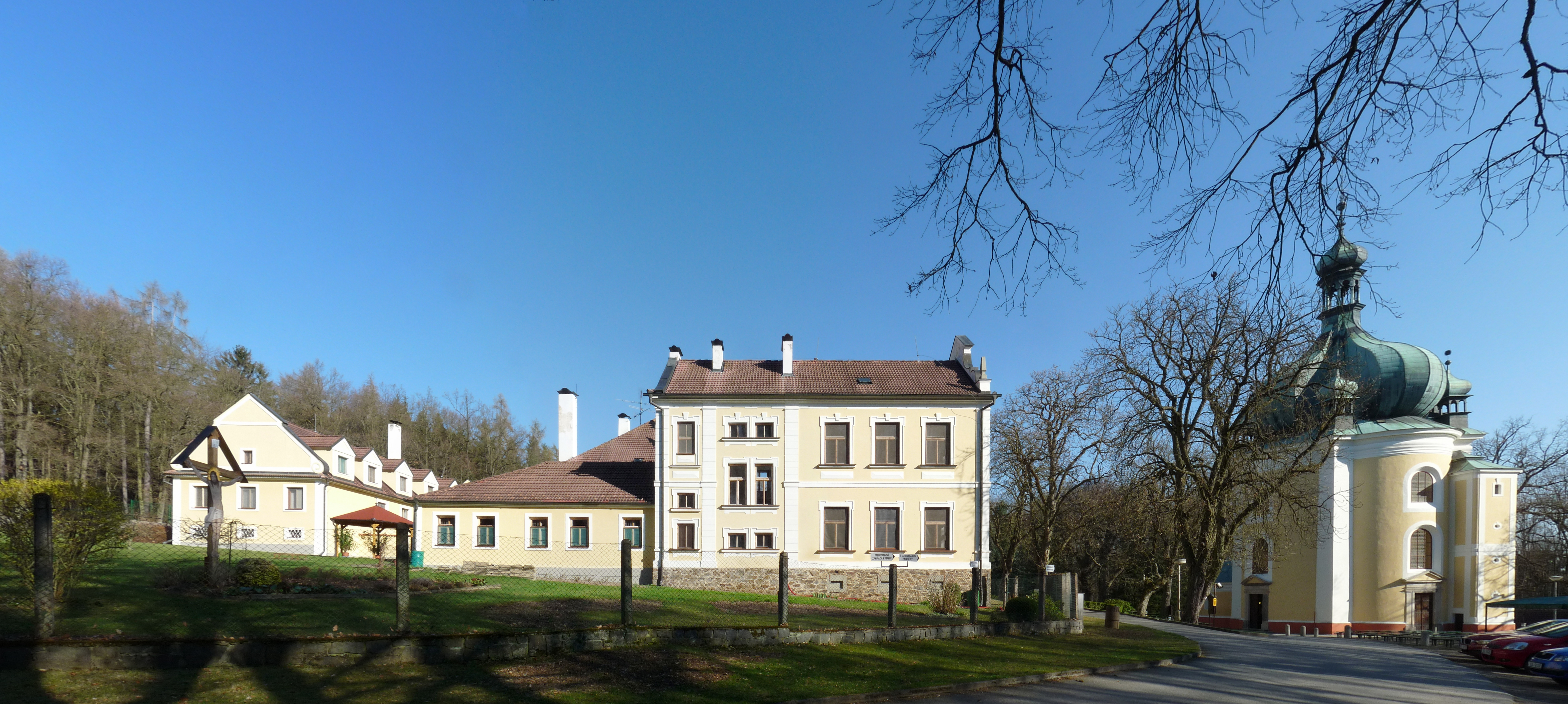
Bývalý lovecký zámeček v areálu dnešního kláštera Lomec
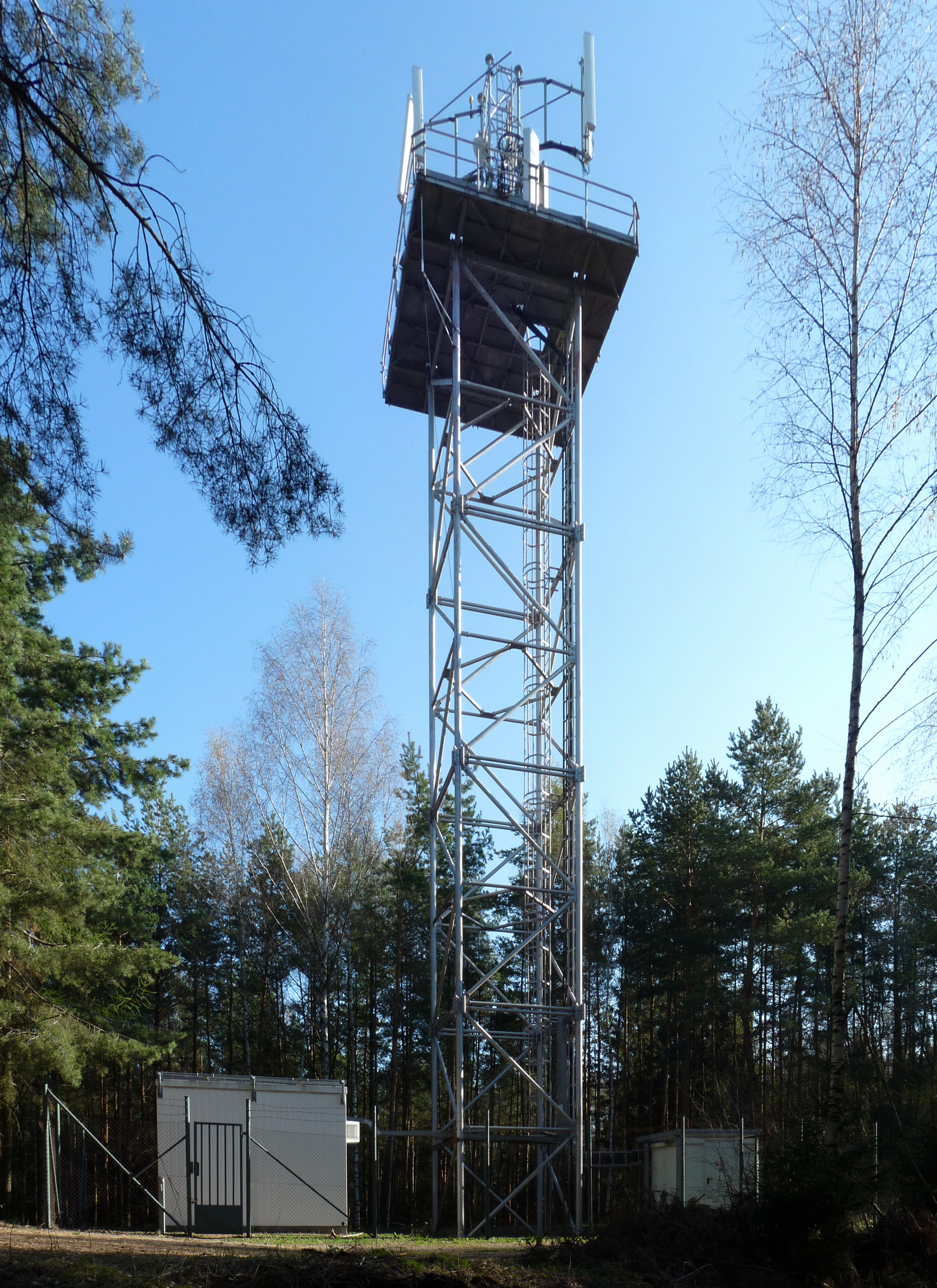
Vysílač poblíž poutního kostela v Lomci
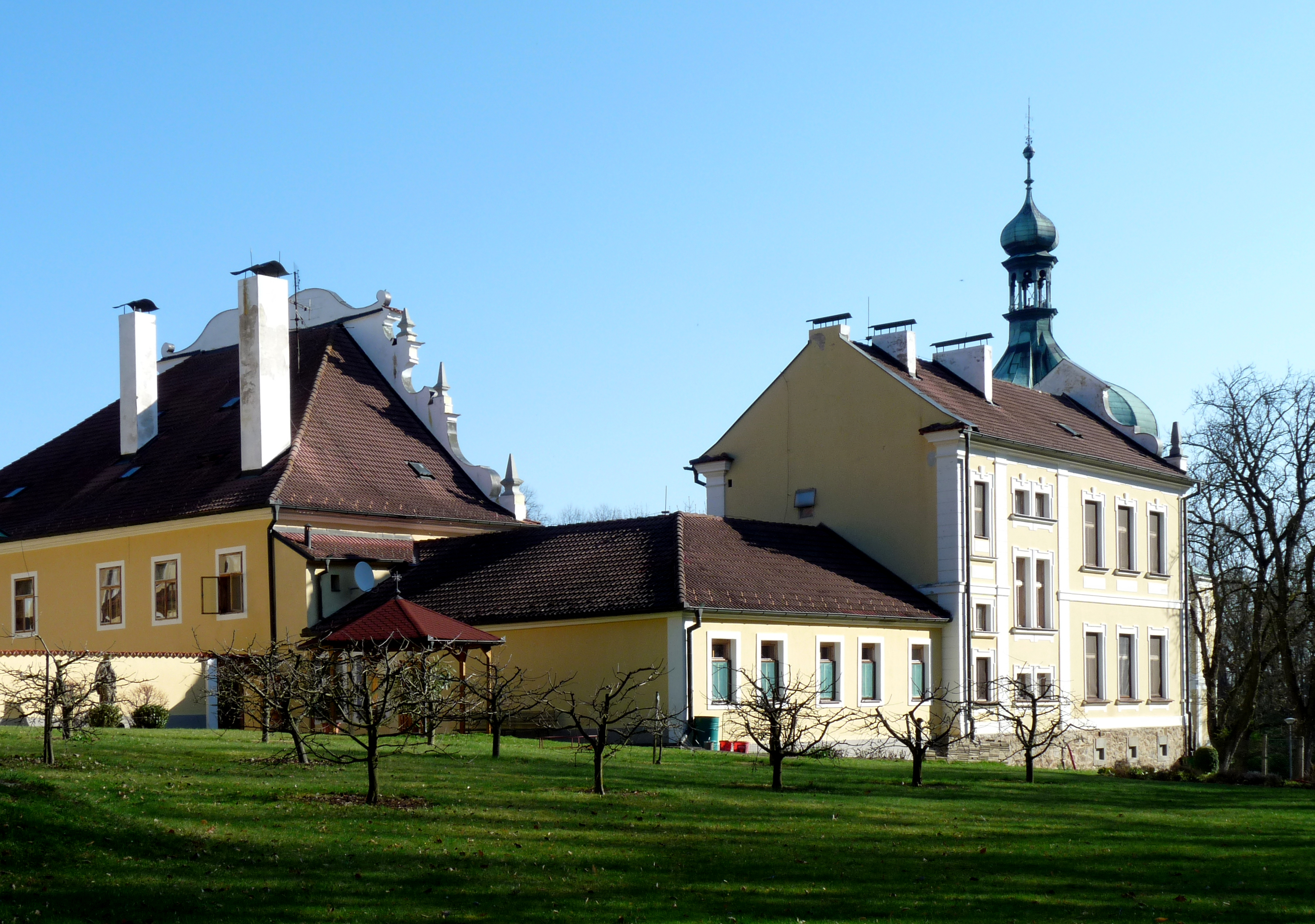
Budovy kláštera Lomec – bývalý lovecký zámeček a bývalá škola